# Semaeopus micipsa
Semaeopus micipsa är en fjärilsart som beskrevs av William Schaus 1912. Semaeopus micipsa ingår i släktet Semaeopus och familjen mätare. Inga underarter finns listade i Catalogue of Life.